# The Frozen Ground
The Frozen Ground (The Frozen Ground - Sangue e Gelo (título em Portugal) ou Sangue no Gelo (título no Brasil)) é um filme de suspense americano de 2013 escrito e dirigido por Scott Walker, seu primeiro longa-metragem, que foi baseado em fatos reais sobre a caçada ao serial killer Robert Hansen. Hansen foi acusado de ter perseguido e assassinado entre 17 e 21 jovens mulheres, sequestrando-as e levando-as para o deserto do Alasca, onde ele atirou e as enterrou. O filme é estrelado por Nicolas Cage, John Cusack, Vanessa Hudgens, Katherine LaNasa, Radha Mitchell e 50 Cent. O lançamento nos cinemas ocorreu em 23 de agosto de 2013. A história começa com a exibição Mateus 10:16 na tela: "Eis que eu vos envio como ovelhas no meio de lobos".

## Enredo
The Frozen Ground é baseado na história verídica do detetive Glenn Flöthe (chamado de sargento Jack Halcombe no filme). Halcombe prepara-se para acabar com a fúria assassina de Robert Hansen, um serial killer que tem silenciosamente perseguido vítimas pelas ruas de Anchorage por mais de 13 anos. À medida que os corpos das mulheres começar a aumentar, o sargento Halcombe parte em uma caçada pessoal para encontrar o assassino. Quando a jovem Cindy Paulson, de apenas 17 anos, escapa de violência indizível de Hansen, ele acredita que a lei poderá ser cumprida. Em vez disso, ela encontra-se, mais uma vez, lutando por sua vida. Tendo o sargento Halcombe como seu único aliado, Cindy Paulson então fica determinada a trazer o serial killer à justiça.

## Elenco
- Nicolas Cage – Jack Halcombe
- John Cusack – Robert Hansen
- Vanessa Hudgens – Cindy Paulson
- 50 Cent – Pimp Clate Johnson
- Radha Mitchell – Allie Halcombe
- Jodi Lyn O'Keefe – Chelle Ringell
- Dean Norris – Sgt. Lyle Haugsven
- Katherine LaNasa – Fran Hansen
- Matt Gerald – Ed Stauber
- Ryan O'Nan – Gregg Baker
- Kurt Fuller – D.A. Pat Clives
- Kevin Dunn – Lt. Bob Jent
- Mark Smith – Head of Security
- Gia Mantegna – Debbie Peters
- Michael McGrady – Vice Det. John Gentile
- Brad William Henke – Carl Galenski
- Bostin Christopher – Al
- Taylor Tracy – Sandy Halcombe
- Ron Holmstrom – Advogado Mike Rule
- Lacey Walker- Blonde curly haired Exotic Dancer

## Recepção
O site Rotten Tomatoes disse que: "Embora trabalhe com uma verdade processual que parece básica, The Frozen Ground apresenta um retorno bem-vindo de Nicolas Cage em um sólido desempenho". Já o Metacritic atribui ao filme uma pontuação média de 37 pontos em 100, com base em 16 avaliações de críticos do mainstream, indicando "opiniões geralmente desfavoráveis".